# Zlaté oko
Zlaté oko, v originále anglicky GoldenEye, je v pořadí 17. film o Jamesi Bondovi, kterého poprvé ztvárnil herec Pierce Brosnan.
Poprvé se zde objevuje v roli M žena Judi Dench a nová slečna Moneypenny v podání Samanthy Bondové. Ve filmu jsou nové postavy: Jack Wade ze CIA (Joe Don Baker), který je přítomen i v následující bondovce Zítřek nikdy neumírá, a Valentin Dmitrijevič Žukovskij (Robbie Coltrane), jenž je později zabit ve filmu Jeden svět nestačí psychopatickou Bondovou dívkou jménem Electra King (Sophie Marceau). Roli Bondovy dívky, Rusky Natálie Fjodorovny Semjonovové, ve Zlatém oku hrála polsko-švédská modelka Izabella Scorupco.

## Děj
Samotnému ději předchází scéna z chemické továrny v Sovětském svazu, kde je James Bond na misi s agentem 006 jménem Alec Treveljan (Sean Bean). Ten je zajat sovětským generálem Urumovem, a jak se zdá, i zabit. Bond taktak uniká z továrny před jejím výbuchem. Poté se děj posune do současnosti. Je ukraden moderní vrtulník Tiger a s jeho pomocí je přepadena a Zlatým okem (elektromagnetická zbraň) zničena stanice Severnaja patřící Rusku a také je ukraden řídící systém Zlatého oka. Bond postupně zjistí, že v tom má prsty jeho bývalý přítel a kolega Alec, společně s nymfomankou Xenií Navachovovou (Famke Janssenová) a generálem Ourumovem (John Gottfried). S pomocí programátorky Natálie, která byla v Severné v době útoku, je vystopuje na Kubě, kde se odehraje závěrečné střetnutí. V něm se rozhodne o osudu Londýna a Jamese s Alecem.

## Zajímavosti
- Bond měl původně ve filmu jezdit v Aston Martinu DB7, ale po smlouvě za několik milionů byl „donucen“ přesedlat na BMW Z3. Paradoxní na tom je, že auto se ve filmu objevilo jen jednou, v asi 3minutové sekvenci na Kubě, po zbytek času jezdil Bond v Aston Martinu DB5.
- V předtitulkové scéně skáče kaskadér Wayne Michaels (dublující Pierce Brosnana) z přehrady kdesi v Rusku (ve skutečnosti přehrada Verzasca ve Švýcarsku). Tento skok se zároveň stal i novým světovým rekordem (700 stop).
- Ve filmu se objevilo hned několik zbraní z několika zemí: Walther PPK, Browning BDM a AK-74.
- Pro film byla odkoupena továrna firmy Rolls-Royce v Británii, kde se autenticky zrekonstruovaly ulice Petrohradu, ve kterém se odehrávala druhá čtvrtina filmu.
- Film byl již třetím (Povolení zabíjet, Špion, který mě miloval) smyšleným příběhem Jamese Bonda (nebyl inspirován žádnou povídkou ani románem Iana Fleminga).
- Místo vodky[zdroj⁠?!] Martini, jenž je v bondovkách známá, pil Bond jen obyčejnou, pořádně vychlazenou vodu.
- Ve filmu je zabito 57 lidí.